# 大道大輔
大道 大輔（おおみち だいすけ、1982年4月2日 - ）は、日本の元男子バレーボール選手。

## 来歴
静岡県浜松市出身。
聖隷クリストファー高校を経て、東亜大学を卒業後、2005年にVプレミアリーグの堺ブレイザーズに入団。珍しい左利きのミドルブロッカーで、2009-2010年Vプレミアリーグではシーズンを通してチームに貢献した。
2013年5月31日付で堺を退団し、Vチャレンジリーグの大分三好ヴァイセアドラーに移籍した。
2015年3月23日、所属チームより引退が発表された。

## 所属チーム
- 聖隷クリストファー高校
- 東亜大学
- 堺ブレイザーズ（2005-2013年）
- 大分三好ヴァイセアドラー（2013-2015年）